# بودجه ناسا

هر سال کنگرهٔ ایالات متحدهٔ آمریکا بودجۀ فدرالی را به تصویب می‌رساند که در آن جزئیات خرج پول مالیات در سال آینده مشخص می‌شود. این چارت‌ها میزان پولی را که در هر سال از ۵۰ سال گذشته به سازمان ناسا تعلق یافته‌اند را برای تحقیقات فضایی و برنامه‌های تحقیقاتی سیاره‌ای و فضایی بدون سرنشین ناسا مشخص می‌کنند.

## بودجه ناسا از سال ۱۹۵۸ تا ۲۰۰۸
بودجه سالانه ناسا در مقیاس میلیون دلار آمریکا
| سال  | دلار کنونی (میلیارد) | دلار ثابت ۲۰۰۸ (با احتساب تورم) | شاخص قیمت مصرف‌کننده (CPI) در سال ۲۰۰۱ |
| ---- | -------------------- | ------------------------------- | ------------------------------------- |
| ۱۹۵۸ | ۰٫۰۸۹                | ۰٫۴۸۸                           | ۰٫۱۸۲۸                                |
| ۱۹۵۹ | ۰٫۱۴۵                | ۰٫۷۸۱                           | ۰٫۱۸۶۲                                |
| ۱۹۶۰ | ۰٫۴۰۱                | ۲٫۱۴۵                           | ۰٫۱۸۷                                 |
| ۱۹۶۱ | ۰٫۷۴۴                | ۳٫۸۷۹                           | ۰٫۱۹۱۹                                |
| ۱۹۶۲ | ۱٫۲۵۷                | ۶٫۵۵۴                           | ۰٫۱۹۱۸                                |
| ۱۹۶۳ | ۲٫۵۵۲                | ۱۲٫۷۶۷                          | ۰٫۱۹۹۹                                |
| ۱۹۶۴ | ۴٫۱۷۱                | ۲۰٫۵۸۷                          | ۰٫۲۰۲۶                                |
| ۱۹۶۵ | ۵٫۰۹۳                | ۲۴٫۷۹۵                          | ۰٫۲۰۵۴                                |
| ۱۹۶۶ | ۵٫۹۳۳                | ۲۶٫۸۲۰                          | ۰٫۲۲۱۲                                |
| ۱۹۶۷ | ۵٫۴۲۶                | ۲۴٫۷۹۸                          | ۰٫۲۱۸۸                                |
| ۱۹۶۸ | ۴٫۷۲۴                | ۲۰٫۶۶۴                          | ۰٫۲۲۸۶                                |
| ۱۹۶۹ | ۴٫۲۵۳                | ۱۷٫۵۳۷                          | ۰٫۲۴۲۵                                |
| ۱۹۷۰ | ۳٫۷۵۵                | ۱۴٫۶۱۶                          | ۰٫۲۵۶۹                                |
| ۱۹۷۱ | ۳٫۳۸۱                | ۱۲٫۳۵۶                          | ۰٫۲۷۳۶                                |
| ۱۹۷۲ | ۳٫۴۳۵                | ۱۱٫۷۸۷                          | ۰٫۲۹۱۴                                |
| ۱۹۷۳ | ۳٫۳۲۴                | ۱۰٫۹۱۰                          | ۰٫۳۰۴۷                                |
| ۱۹۷۴ | ۳٫۲۵۲                | ۹٫۷۹۰                           | ۰٫۳۳۲۲                                |
| ۱۹۷۵ | ۳٫۳۳۰                | ۹٫۱۱۱                           | ۰٫۳۶۵۵                                |
| ۱۹۷۶ | ۳٫۶۷۰                | ۹٫۳۵۶                           | ۰٫۳۹۲۲                                |
| ۱۹۷۷ | ۳٫۹۴۴                | ۹٫۲۹۷                           | ۰٫۴۲۴۲                                |
| ۱۹۷۸ | ۳٫۹۸۰                | ۸٫۷۹۸                           | ۰٫۴۵۲۴                                |
| ۱۹۷۹ | ۴٫۱۸۷                | ۸٫۵۴۰                           | ۰٫۴۹۰۳                                |
| ۱۹۸۰ | ۴٫۸۵۰                | ۸٫۹۶۶                           | ۰٫۵۴۰۹                                |
| ۱۹۸۱ | ۵٫۴۲۱                | ۹٫۰۸۹                           | ۰٫۵۹۶۵                                |
| ۱۹۸۲ | ۶٫۰۲۶                | ۹٫۴۳۶                           | ۰٫۶۳۸۶                                |
| ۱۹۸۳ | ۶٫۶۶۴                | ۹٫۹۷۳                           | ۰٫۶۶۸۲                                |
| ۱۹۸۴ | ۷٫۰۴۸                | ۱۰٫۰۵۰                          | ۰٫۷۰۱۳                                |
| ۱۹۸۵ | ۷٫۲۵۱                | ۹٫۹۹۶                           | ۰٫۷۲۵۴                                |
| ۱۹۸۶ | ۷٫۴۰۳                | ۹٫۹۶۰                           | ۰٫۷۴۳۳                                |
| ۱۹۸۷ | ۷٫۵۹۱                | ۹٫۹۴۰                           | ۰٫۷۶۳۷                                |
| ۱۹۸۸ | ۹٫۰۹۲                | ۱۱٫۵۴۰                          | ۰٫۷۸۷۹                                |
| ۱۹۸۹ | ۱۱٫۰۳۶               | ۱۳٫۵۰۶                          | ۰٫۸۱۷۱                                |
| ۱۹۹۰ | ۱۲٫۴۲۹               | ۱۴٫۷۱۴                          | ۰٫۸۴۴۷                                |
| ۱۹۹۱ | ۱۳٫۸۷۸               | ۱۵٫۷۳۵                          | ۰٫۸۸۲                                 |
| ۱۹۹۲ | ۱۳٫۹۶۱               | ۱۵٫۳۱۰                          | ۰٫۹۱۱۹                                |
| ۱۹۹۳ | ۱۴٫۳۰۵               | ۲۰٫۰۰۵                          | ۱٫۹۳۴۹                                |
| ۱۹۹۴ | ۱۳٫۶۹۵               | ۱۸٫۵۷۶                          | ۱٫۹۵۴۳                                |
| ۱۹۹۵ | ۱۳٫۳۷۸               | ۱۷٫۶۸۶                          | ۱٫۹۷۷                                 |
| ۱۹۹۶ | ۱۳٫۸۸۱               | ۱۷٫۹۰۴                          | ۱٫۹۸۷۵                                |
| ۱۹۹۷ | ۱۴٫۳۶۰               | ۱۸٫۲۶۶                          | ۱٫۷۲۰۷                                |
| ۱۹۹۸ | ۱۴٫۱۹۴               | ۱۷٫۸۶۲                          | ۱٫۳۳۷                                 |
| ۱۹۹۹ | ۱۳٫۶۳۶               | ۱۶٫۸۲۰                          | ۱٫۵۱۲                                 |
| ۲۰۰۰ | ۱۳٫۴۲۸               | ۱۶٫۰۳۴                          | ۱٫۷۷۹                                 |
| ۲۰۰۱ | ۱۴٫۰۹۵               | ۱۶٫۲۹۳                          | ۱٫۱۳۶۲                                |
| ۲۰۰۲ | ۱۴٫۴۰۵               | ۱۶٫۲۴۹                          | ۱٫۱۷۲ (est)                           |
| ۲۰۰۳ | ۱۴٫۶۱۰               | ۱۶٫۱۵۹                          | ۱٫۵۱۴ (est)                           |
| ۲۰۰۴ | ۱۵٫۱۵۲               | ۱۶٫۴۲۵                          | ۱٫۱۵۹ (est)                           |
| ۲۰۰۵ | ۱۵٫۶۰۲               | ۱۶٫۵۸۵                          | ۱٫۱۶۵ (est)                           |
| ۲۰۰۶ | ۱۵٫۱۲۵               | ۱۵٫۷۷۵                          | ۱٫۱۷۵ (est)                           |
| ۲۰۰۷ | ۱۵٫۸۶۱               | ۱۶٫۱۹۴                          | ۱٫۰۲۵ (est)                           |
| ۲۰۰۸ | ۱۷٫۳۱۸               | ۱۷٫۱۳۸                          | ۱٫۰۰                                  |